# 치천하대왕
대왕(일본어: 大王 오오키미[*])은, 일본 아스카 시대(飛鳥時代) 이전의 야마토 왕권(大和王權, 왜국)의 수장을 가리키는 역사 용어이다. 주인(主人)이나 귀인(貴人)을 가리키는 「키미(キミ)」에 「위대하다」, 「특별히 높다」는 뜻의 접두어 「오오(オオ/オホ)」를 붙여 「오오키미(オオキミ/オホキミ)」라고 부른 것이다. 용례로서 「대왕(大王)」이라 기록된 경우가 가장 많은데, 야마토 왕권의 천황(天皇)이나 황족의 경칭으로 풀이된다.
5세기 후반 「오오키미」 또는 「치천하대왕(일본어: 治天下大王 아메노시타시로시메스오오키미[*])」의 칭호가 성립되었고, 아스카 기요미하라 령(飛鳥浄御原令) 편찬이 시작된 680년대까지 일본 국내에서 쓰였다. 또한 초기에는 통일 왕권의 왕이었는지의 여부에 따라 학설이 나뉘고 있다.

## 중국 문헌에 보이는 일본 왕의 칭호
중국에서 「왕(王)」이란 「중원의 주인」을 가리켰다. 주(周) 왕조는 천하를 통치하는 유일한 「천자(天子)」로서의 왕이라는 칭호가 있었고, 전국 시대에 접어들면서 과거 주 왕조의 신하였던 제후들이 「왕」을 자칭하면서 각지에 왕이 난립했다. 기원전 221년 중화 세계를 최초로 통일하는 데 성공한 진(秦)의 왕 영정(嬴政)은 가치가 떨어진 「왕」 대신 「황제(皇帝)」라는 칭호를 사용했다. 한(漢) 왕조가 성립된 뒤, 「왕」이라는 칭호는 황제의 신하에게 주어지는 칭호(제후왕)로 굳어지게 되었다.
일본과 관련해 「왕」이라는 칭호의 첫 등장은 후한(後漢)의 광무제(光武帝)가 57년에 왜노국(倭奴國)의 왕에게 사여한 금인(金印)에 새겨진 「한위노국왕(漢委奴國王)」이다.
이어서 《후한서(後漢書)》 안제기(安帝紀) 영초(永初) 원년(107년) 기사에 처음으로 「왜국왕」이 보인다. 안제기에 「왜국왕 수승 등(倭國王帥升等)」의 경우처럼 왜국왕을 지역 소국이 아닌 지역 국가연합의 수장으로서의 「왜국의 왕」이라고 하면 이는 왜국의 성립을 나타낸다고 할 수 있다. 조금 더 후대의 히미코(240년에서 249년 사이에 사망) 또한 위(魏)에 의해 왜국(수도는 야마타이 국)의 통일여왕으로 인지되었지만, 히미코를 야마토 왕권의 왕으로 볼 수 있는지에 대해서는 학설이 나뉜다.

## 「대왕(大王)」 표기의 성립
《송서》에 등장하는 왜5왕 가운데 「제(濟)」로 비정되는 인교 천황(允恭天皇)의 경우 지바현(千葉県)의 이나리다이(稲荷台) 1호분에서 발굴된 왕사명철검(王賜銘鐵劍)에 「王賜□□敬□」라는 명문에 등장하는 「왕」으로 보는 설이 있는데, 이때까지는 「大王」는 아니었다고도 한다. 「무(武)」에 비정되는 와카타케루 왕(ワカタケル王, 유랴쿠 천황)에 대해서는 사이타마현(埼玉県)의 이나리야마 고분(稲荷山古墳)에서 발굴된 철검의 명문에 「獲加多支鹵大王」라 새겨져 있는 것, 구마모토현(熊本県)의 에다후나야마 고분(江田船山古墳)에서 발굴된 철도(鉄刀) 명문에 「台天下獲□□□鹵大王」라고 새겨져 있는 것 등, 왜국 국내에서 「치천하대왕(治天下大王)」이라는 칭호를 자칭하고 있었던 것으로 보이며, 5세기 후기에는 이러한 「치천하대왕」의 칭호가 등장한 것을 시사하고 있다.
나라 시대(奈良時代)에 편찬된 《일본서기(日本書紀)》에 오오사자키노 스메라미코토(大鷦鷯天皇, 4세기 말부터 5세기 초) 즉위전기(卽位前紀)에서 「대왕의 풍채는(大王風姿)」이라고 기록한 것이 등장하고 있는데, 편찬된 시점에서 훨씬 이전의 닌토쿠 천황 시대에 쓰였는지는 확실하지 않다. 「대왕(大王)」 표기는 《일본서기》에서 오진키(応神紀)에 처음 보인 이래 닌토쿠키(仁德紀)와 인교키(允恭紀), 유랴쿠키(雄略紀), 겐조키(顕宗紀), 게이타이키(継体紀) 등에서 발견된다. 와카야마현(和歌山県)의 스다 하치만 신사(隅田八幡神社)에서 소장하고 있는 인물화상경(人物画像鏡)에는 「癸未年八月日十大王年男弟王在意紫沙加宮時斯麻念長寿遣開中費直穢人今州利二人等取白上同二百旱作此鏡」(후쿠야마 도시오福山俊男설)라는 명문이 새겨져 있는데, 여기서 「大王」, 「男弟王」 등의 기술을 볼 수 있다. 거울이 제작된 계미년에는 「大王」, 라는 칭호가 쓰였음을 짐작할 수 있는데, 계미년에 대해서는 383년, 443년, 503년, 623년 등 해석이 다양하다. 이 가운데 443년(인교 천황)、503년(부레쓰 천황)설이 유력한데, 443년설을 따른다면 5세기 중반인 인교 천황 때에 「大王」의 표기가 사용되었던 셈이다. 그러나 명문에 이체자(異体字)를 비롯해 석독되지 못한 문자도 많고 명문 내용에 대한 해석도 다양하여 「大王」 표기가 정확히 언제부터 쓰였는지에 대해서는 확실한 것이 없다.
그 밖에도 《수서(隋書)》 권81 열전(列傳)제46 동이왜국(東夷倭國)조에 기술된 개황(開皇) 20년(600년)의 제1차 견수사(遣隋使)의 상주문에 「왜왕의 성은 아메이고 자는 다리사비고이며 호는 아배계미이다(俀王姓阿毎字多利思北孤號阿輩雞彌)」라고 한 것에서 왜왕 다리사비고의 호칭 「아배계미(阿輩雞彌)」가 「대왕」이라는 일본어를 표기한 것으로 여겨진다. 대업(大業) 3년(607년)의 제2차 견수사가 올린 상표문에서는 「해 뜨는 곳의 천자가 해 지는 서쪽의 천자에게 글을 보내니 무량하신지(日出處天子致書日沒處天子無恙云云)」라고 되어 있어 대외적으로는 「천자(天子)」라는 칭호가 쓰인 것으로 보이지만, 국내에서는 여전히 「대왕(大王)」이나 「치천하대왕(治天下大王)」라는 칭호가 쓰이고 있었다.
《만요슈(万葉集)》에는 「대왕(大王)」 표기가 가장 많고(57곳), 그 밖에 「왕(王)」, 「황(皇)」, 「대왕(大王)」, 「대황(大皇)」이 있는데 모두 「오키미(オオキミ/オホキミ)」로 읽는다. 「왕(王)」만 떼어서 「키미(キミ)」로 읽은 사례는 보이지 않으며, 「키미」에 권위를 힘입은 군주를 의미하는 「군(君)」의 글자를 맞춘 것이 「대군(大君)」으로, 가키노모토노 히토마로(柿本人麻呂)가 읊은 「やすみしし我が大君…」 등 여러 곳에서 그 사례가 보이고 있다. 하시모토 다쓰오(橋本達雄)는 기키(記紀)에 등장하는 가요나 《만요슈》의 다른 와카를 고찰하여, 와카 속 침사(枕詞)의「やすみしし」란 「전 세계를 통치한다」는 뜻으로, 「천황(天皇)」과 마찬가지로 도교 교리에 따라 창안된 호칭이라 주장하였다.

## 「천황(天皇)」 표기의 성립
7세기 초에 쇼토쿠 태자(聖徳太子)가 세운 호류사(法隆寺) 금당(金堂) 약사여래상(薬師如来像)의 광배명(光背銘)은 스이코 천황(推古天皇) 15년(607년)에 제작되었는데, 여기에 「池邊大宮治天下天皇」(요메이 천황), 「小治田大宮治天下大王天皇」(스이코 천황) 등 치천하대왕(治天下大王)이라는 칭호가 쓰인 것으로 보인다(스이코설). 그러나 이 명문 자체가 「天皇」, 「東宮聖王」 등의 단어나 「大御身労賜時」라는 일본적 표현이 쓰인 데에서 스이코 천황 때는 훨씬 지나 있고 서체가 초당(初唐) 시대의 것과 비슷하며 불상의 제작 기법(작풍 및 주조 방법)을 볼 때 같은 금당에 모셔진 석가삼존상(623년 제작)보다는 시대상으로 후대에 해당한다(후쿠야마 도시오)는 설이 있는 등 의문이 많다. 이외에도 덴지 천황설, 덴무 ・ 지토조(朝)설 등이 알려져 있다.
「천황(天皇)」이라는 단어는 중국 도교(道敎)에서 「우주의 최고 신」을 가리키는 「천황대제(天皇大帝)」(천제)에서 유래했다고 알려져 있는데, 일본에서 「천황」 표기가 성립된 것은 앞서 언급한 《수서》의 기록과 같은 스이코 천황 16년 9월조에 「동쪽의 천황이 삼가 서쪽의 황제에게 말한다」고 한 것에서 유래한다는 것이 통설이다. 그밖에도 천수국수장(天寿国繍帳)의 「斯帰斯麻宮治天下天皇」(긴메이 천황)이라는 표기도 있으며, 《회풍조(懐風藻)》 서문에서 지토 천황 이후에 대해서만 「천황」 표기가 사용되고 있음을 들어 「皇后」 표기와 함께 아스카 기요미하라 령(飛鳥浄御原令)으로 규정되어 쓰였다는 두 설이 있다(근래에는 후자가 유력).
공적인 표기로서의 「천황」을 쓰게 된 것은 덴무 천황(天武天皇) 때일 가능성이 높다. 당(唐)의 측천무후(則天武后)가 674년 「황제」를 「천황」으로 개칭(「황후」는 「천후天后」)한 것을 모방하여 덴무 천황도 「천황」 표기를 채용한 것이 아닌가 추측된다. 「천황(대제)」은 중국 고대 우주의 최고신인 천제의 이름으로 도교 사상과 관계가 깊고, 정치에서 도교적인 색채가 깊었던 덴무 천황이 도교적인 「천황」 칭호를 쓰기 시작했다는 것이다. 아스카쿄(飛鳥京) 유적에서 발굴된 「大津皇」, 「津皇」, 「皇子」 등의 문자가 새겨진 목간 조각은 덴무 천황의 황자 오오쓰노 미코(大津皇子)를 가리키는 것으로 해석되며, 다른 목간들을 가지고 비교할 때 덴무 천황 10년(681년)에 제작된 것으로 여겨진다. 덴무 10년에 「미코(皇子)」라는 표기가 쓰였다는 것은 그 이전에 「천황」이라는 표기가 사용되었다는 증거로 거론되고 있다.
「천황」이라는 표기는 일본어로 훈독하면 「스메라미코토(スメラミコト)」, 「스메로키(スメロキ)」로 되어 있는데, 「스메루(スメル)」에 대해서는 「통치하다(統べる, 스베루)」의 와전으로 보는 설도 있었지만 고대의 특수 가나 표기법에서 이것은 부인되었으며 현재도 그 어원은 분명하지 않다. 《만요슈》에는 12곳에서 「天皇」이라는 표기가 확인되는데, 그 중 일곱 개가 「오키미(オオキミ)」이고 나머지 다섯은 「스메로키」로 읽는다. 각각의 문의(文意)를 살펴볼 때 「오키미」는 현재의 천황, 「스메로키」는 과거의 역대 천황이나 황조신(皇祖神)을 가리키는 용어로 쓰이고 있다.

## 같이 보기
- 일본 천황
- 고훈 시대
- 아스카 시대
- 왜5왕